# Long Island Rough Riders
Long Island Rough Riders (conhecido apenas por LI Rough Riders ou também Rough Riders) é um clube de futebol norte-americano sediado em South Huntington, no estado de Nova Iorque. Atualmente disputa a USL League Two.
Alguns jogadores do Rough Riders tiveram destaque na Seleção Norte-Americana, como Tony Meola, Chris Armas e Edson Buddle, e também acolheu atletas vindos do estrangeiro, como o angolano Edgar Bartolomeu e o hondurenho Saúl Martínez.

## Títulos
Campeão invicto
| Nacionais      | Nacionais           | Nacionais | Nacionais  |
|                | Competição          | Títulos   | Temporadas |
| -------------- | ------------------- | --------- | ---------- |
| Estados Unidos | USL Second Division | 2         | 1995, 2002 |